# Институт металлоорганической химии имени Г. А. Разуваева РАН
Федеральное государственное бюджетное учреждение науки Институт металлоорганической химии имени Г. А. Разуваева Российской академии наук (ИМХ РАН) был образован в 1988 году в городе Горький по инициативе советского химика, академика АН СССР Григория Алексеевича Разуваева.

## Состав института
В состав научного подразделения института входит 16 научных подразделений:
- Отделение фундаментальных исследований
  - Лаборатория лиганд-промотируемых реакций (ЛПР)
  - Сектор метатезисных процессов (МП)
  - Лаборатория металлокомплексного катализа (МКК)
  - Лаборатория металлокомплексов с редокс-активными лигандами (МРАЛ)
  - Сектор фосфорорганических соединений (ФОС)
  - Лаборатория строения металлоорганических и координационных соединений (СМОКС)
- Отделение функциональных материалов
  - Лаборатория гибридных наноматериалов (ГНМ)
  - Сектор термохимических исследований (ТХИ)
  - Лаборатория поисково-прикладных исследований (ППИ)
  - Сектор биосовместимых биоразлагаемых материалов (ББМ)
  - Лаборатория фотополимеризации и полимерных материалов (ФППМ)
  - Сектор оптики неоднородных полимеров (ОНП)
  - Лаборатория химии редкоземельных элементов (ХРЗЭ)
  - Сектор хромофорных соединений для медицины (ХСМ)
- Аналитический центр
  - Лаборатория физико-химических исследований (ФХИ)
  - Сектор рентгенодифракционных исследований (РДИ)

## Известные сотрудники
- Разуваев, Григорий Алексеевич — основатель и бывший почётный директор института, академик АН СССР.
- Абакумов, Глеб Арсентьевич — директор института (1989—2016), научный руководитель института (2016—2019), академик РАН
- Домрачёв, Георгий Алексеевич — член-корреспондент РАН
- Черкасов, Владимир Кузьмич — заместитель директора по научной работе, член-корреспондент РАН
- Федюшкин, Игорь Леонидович — директор института, академик РАН
- Трифонов, Александр Анатольевич — заведующий лабораторией металлокомплексного катализа, директор Института элементоорганических соединений имени А. Н. Несмеянова РАН (с 2018)